# Actaea capricornensis
Actaea capricornensis is een krabbensoort uit de familie van de Xanthidae. De wetenschappelijke naam van de soort is voor het eerst geldig gepubliceerd in 1933 door Ward.